# Marianische Männer-Congregation Regensburg
Die Marianische Männer-Congregation Regensburg „Mariä Verkündigung“ (kurz MC Regensburg) wurde 1592 gegründet. Sie ist eine ursprünglich jesuitische Sodalität und die älteste durchgehend bestehende Vereinigung von Gläubigen in Deutschland. Die MMC Regensburg ist eine Körperschaft des öffentlichen Rechts.

## Geschichte und Aufbau der Organisation

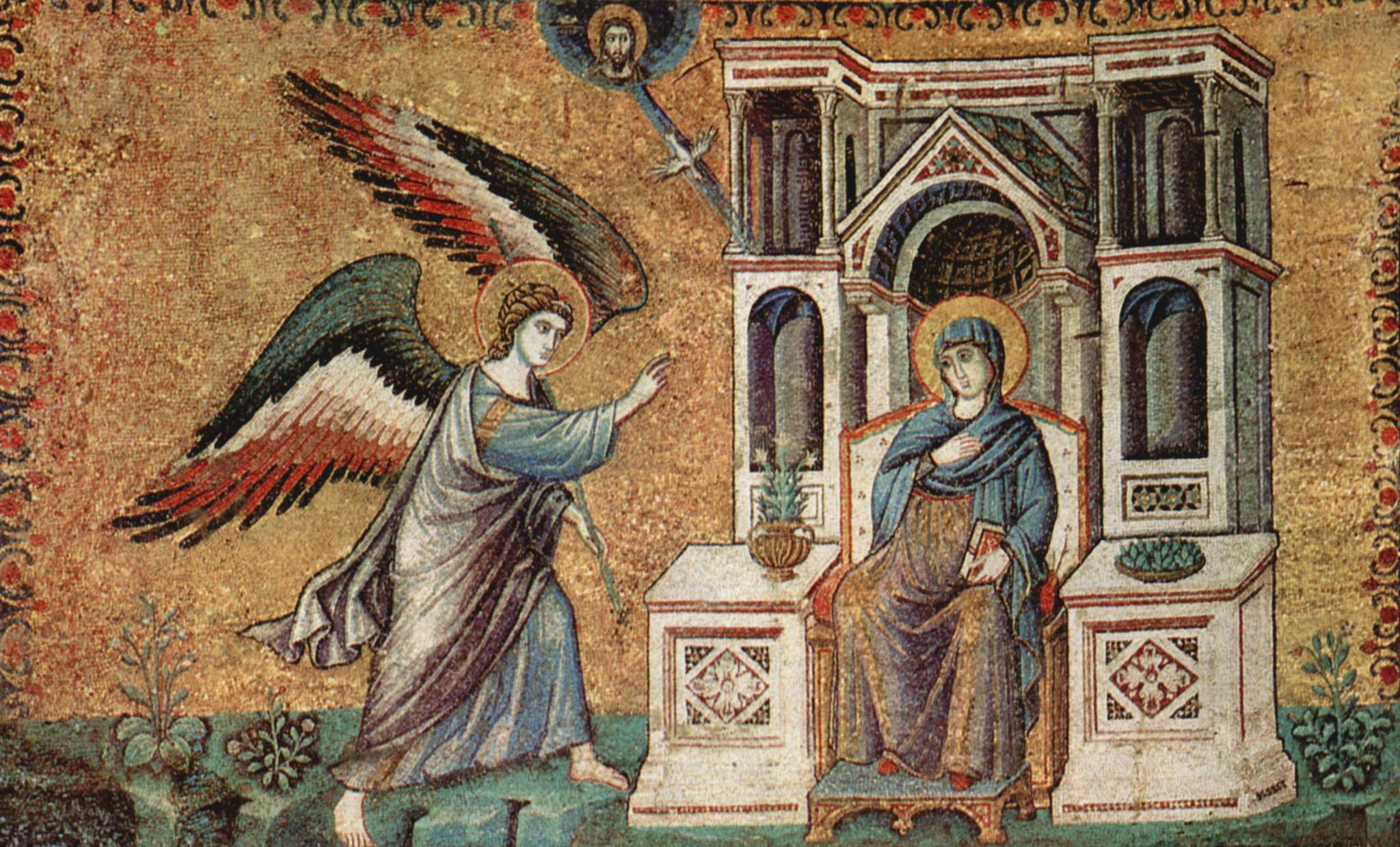
Mariä Verkündigung in einer Darstellung von Pietro Cavallini aus dem Jahre 1291

Die Männer der Congregation, auch Sodalen genannt, richten ihr Leben bewusst nach dem christlichen Glauben in der römisch-katholischen Kirche aus und stellt dieses Bemühen unter den Schutz der Gottesmutter Maria. Die Congregation will nach eigener Aussage „ein Zusammenschluss von Männern [sein], die gestützt auf [ihre] Gemeinschaft [ihr] Leben bewusst nach dem christlichen Glauben in der katholischen Kirche gestalten wollen.“
Der Sodale soll sich bemühen, ein einfaches Leben in Christus zu führen, sowie sich und der Welt gegenüber die innere Freiheit und Unabhängigkeit zu bewahren. Dazu gehören Liebe zur Gottesmutter, Teilnahme an den Sakramenten, tägliches Beten, Teilnahme am eucharistischen Opfer und Opfermahl, Gewissenserforschung am Ende des Tages, jährliche Erneuerung durch das Hauptfest der Congregation, Exerzitien und Wallfahrten. In der Familie und dem öffentlichen Leben sollte der Sodale ein gutes Beispiel geben, um so ein glaubwürdiges apostolisches Zeugnis abzulegen. Geistlicher Mittelpunkt aller Sodalen ist die Gnadenkapelle in Altötting.
Am 30. November 2025 waren bei der MMC Regensburg ca. 3500 Sodalen registriert. Das räumliche Einzugsgebiet der Congregation umfasst die Landkreise Regensburg, Kelheim sowie zum Teil den Landkreis Schwandorf sowie ein größeres Gebiet in der nördlichen Oberpfalz. Die Congregation gliedert sich in dreizehn Bezirke, diese werden vom Bezirkspräses als geistlichem Beirat und vom Bezirksobmann als weltlicher Organisator geleitet. Die Bezirke gliedern sich in 180 Pfarrcongregationen, die von Priestern und Diakonen als Pfarrpräsides und von Sodalen als Pfarrobmännern betreut werden.
Der damalige Bischof von Regensburg Gerhard Ludwig Müller hat am 1. Juli 2007 den heutigen Monsignore Thomas Schmid zum neuen Zentralpräses der MMC Regensburg berufen. Sein Vorgänger im Amt war † Prälat Heinrich Wachter.
Den Zentralpräses unterstützen bei der Leitung der Congregation der Präfekt Peter Krikorka, die drei Assistenten Johann Faltermeier, Max Pravida und Reinhard Schöftenhuber, der Bürovorstand bzw. die Sekretärin, die berufenen Consultoren Herbert Ettle, Helmut Konrad und Erwin Seitz sowie der Marianische Rat.
Seit dem Jahr 1810 ist die Dominikanerkirche St. Blasius die Congregationskirche der MMC, nachdem die Franzosen bei der Belagerung der Stadt im Jahr 1809 das einstige Jesuitenkolleg St. Paul – die damalige Heimat der Marianischen Männercongregation – in Brand geschossen hatten.
Die Congregationskirche wird zurzeit (2017) renoviert und wird die nächsten 3–4 Jahre geschlossen sein.
Die Congregationskirche ist seit 2024 wieder geöffnet.

## Bezirke
| Bezirk                            | Bezirkspräses                                 | Bezirksobmann                       | Stellvertreter                                                               |
| --------------------------------- | --------------------------------------------- | ----------------------------------- | ---------------------------------------------------------------------------- |
| I Regensburg                      | −                                             | Reinhard Schöftenhuber, Regensburg  | Alexander Schopf, Regensburg                                                 |
| II Naab-Regen                     | -                                             | Johann Faltermeier, Bubach am Forst | Günther Brandl, Kirchberg                                                    |
| III Vorwald                       | Pfr. Johann Babel, Wenzenbach                 | Dietmar Weigert, Kürn               | Stefan Koller, Irlbach; Ewald Pfeffer, Süssenbach; Erwin Seitz, Pettenreuth; |
| IV Walhalla                       | Pfr. Andreas Kuniszweski, Tegernheim          | Josef Zimmerer, Brennberg           | Herbert Ettle, Tegernheim                                                    |
| V Donau Ost                       | Dr. Jean-René Mavinga Mbumba, Pfatter         | Christoph Ebner, Pfatter            | Anton Bäumel, Obertraubling                                                  |
| VI St. Michael Paring             | Herr Maximilian Korn, Paring                  | Bernhard Dünzinger, Pinkofen        | Karl-Georg Schmidbauer, Herrngiersdorf                                       |
| VII Maria Schnee                  | Pfr. Anton Schober, Thalmassing               | Dietmar Breu, Thalmassing           | Johann Stoffel, Wolkering                                                    |
| VIII Donau-Altmühltal             | −                                             | -                                   | Karl Wibmer, Riedenburg; Franz Dichtl, Train                                 |
| IX Labertal                       | -                                             | Alfons Dummer, Sinzing              | Gottfried Riepl, Hemau; Sebastian Schön, Lupburg                             |
| X Vils-Naab                       | Pfr. Josef Hausner, Diesenbach                | Johann Faltermeier, Bubach am Forst | Rudolf Pleyer, Wolfsegg                                                      |
| XI Fahrenberg-Oberpfälzer Wald    | P. Johannes Bosco Florian Ernstberger O Praem | -                                   | −                                                                            |
| XII Armesberg-Nördliche Oberpfalz | P. Johannes Bosco Florian Ernstberger O Praem | Max Pravida, Pressath               | Wilhelm Popp, Kemnath; Helmut Konrad, Wiesau                                 |
| XIII Pilsen - Tschechien          | Pfr. Miroslav Martis                          | Jaroslav Barhon                     | Antonin Pàcha                                                                |

## Ehrenmitglieder
- † Benedikt XVI. emeritierter Papst
- † Georg Ratzinger Kirchenmusiker
- † Vinzenz Guggenberger Weihbischof em.

## Ehrenpräses
- Gerhard Ludwig Kardinal Müller
- † Josef Kett

## Ehrenpräfekten
- † Martin Huber
- † Wolfgang Kube